# Journal for Plague Lovers
Albums de Manic Street Preachers
Send Away the Tigers
(2007) Postcards from a Young Man
(2010)
Journal for Plague Lovers est le neuvième album du groupe gallois de rock alternatif Manic Street Preachers, publié le 18 mai 2009 par Columbia Records.

## Liste des chansons
Toutes les paroles sont écrites par Richey Edwards, toute la musique est composée par James Dean Bradfield, Sean Moore (en), Nicky Wire (en).
| No  | Titre                                    | Durée |
| --- | ---------------------------------------- | ----- |
| 1.  | Peeled Apples                            | 3:33  |
| 2.  | Jackie Collins Existential Question Time | 2:24  |
| 3.  | Me and Stephen Hawking                   | 2:46  |
| 4.  | This Joke Sport Severed                  | 3:04  |
| 5.  | Journal for Plague Lovers                | 3:45  |
| 6.  | She Bathed Herself in a Bath of Bleach   | 2:18  |
| 7.  | Facing Page: Top Left                    | 2:40  |
| 8.  | Marlon J.D.                              | 2:50  |
| 9.  | Doors Closing Slowly                     | 2:52  |
| 10. | All Is Vanity                            | 3:35  |
| 11. | Pretension/Repulsion                     | 2:05  |
| 12. | Virginia State Epileptic Colony          | 3:25  |
| 13. | William's Last Words                     | 4:15  |
| 14. | Bag Lady (chanson cachée)                | 3:05  |